# 何宏平
何宏平（1967年10月—），男，浙江东阳人，中国地质学家。

## 简历
1989年毕业于南京大学地质系，1991年取得中科院地球化学所矿物学硕士，1999年取得中科院地质所博士学位。2010年3月任中国科学院广州地球化学研究所副所长；2016年7月任中国科学院广州地球化学研究所党委书记。2021年2月任中国科学院广州地球化学研究所所长，研究员，博士生导师，2023年当选中国科学院院士。2024年9月任中国科学院副院长。